# 蒋翊武墓
28°11′01″N 112°55′48″E / 28.18361°N 112.93000°E
蒋翊武墓位于中国湖南省长沙市岳麓区岳麓山，1983年被列为湖南省文物保护单位。
蒋翊武（1885年－1913年），字伯夔，湖南澧县人。1906年加入同盟会，1911年被推举为武昌起义临时总司令，与当时同在鄂军的孙武和张振武同称“三武”。1913年二次革命以后，被陆荣廷逮捕并处决于桂林。1916年9月自桂林迁葬于湖南长沙岳麓山。
- 墓旁的翊武亭